# Rincón (Porto Rico)
Rincón é um município de Porto Rico, fundado em 1771 por Dom Luís de Añasco (Fundador da Añasco em 1733). Ele está localizado no litoral ocidental do vale, a oeste de Añasco e Aguada. Rincón está espalhadas por oito alas e Pueblo Rincón (O centro da cidade e do centro administrativo da cidade). É parte da Área Metropolitana de Aguadilla - Isabela - San Sebastián.
Rincón tem uma população de aproximadamente 17.000 e é o terceiro município mais rico do país e só perde para de Carolina e San Juan. É o lar de muitas das melhores praias para surfe em Porto Rico, incluindo Domes, Marias, Tres Palmas, praia arenosa, praia de piscinas, e Rincon Town Beach Plaza.

## Ligações Externas
- Fotos de Rincón